# Elling Sogn
Elling Sogn er et sogn i Frederikshavn Provsti (Aalborg Stift). 1. oktober 2010 blev Jerup Kirkedistrikt udskilt af Elling Sogn som det selvstændige Jerup Sogn. 1. december 2024 blev Jerup Sogn atter indlemmet i Elling Sogn.
Elling Sogn hørte til Horns Herred i Hjørring Amt. Elling var i 1800-tallet en selvstændig sognekommune. Den blev ved kommunalreformen i 1970 indlemmet i Frederikshavn Kommune.
I Elling Sogn ligger Elling Kirke fra Middelalderen, Jerup Kirke og Strandby Kirke fra 1966.
I Elling og Jerup sogne findes følgende autoriserede stednavne (ikke opdelt mellem sognene):
- Bannerslund Hede (bebyggelse)
- Bannerslund Mark (bebyggelse)
- Bratten (bebyggelse, ejerlav)
- Bratten Strand (bebyggelse)
- Drengensgårde (bebyggelse)
- Elling (bebyggelse, ejerlav)
- Elling Mose (areal)
- Elling Å (vandareal)
- Fredborg (bebyggelse)
- Frydkær (bebyggelse)
- Hedegrøft (vandareal)
- Hedeledet (bebyggelse)
- Jerup (bebyggelse, ejerlav)
- Jerup Hede (areal)
- Jerup Å (vandareal)
- Klemmensgårde (bebyggelse)
- Klitten (bebyggelse)
- Kragskov (bebyggelse)
- Kragskov Hede (bebyggelse)
- Kragskov Å (vandareal)
- Ledet (bebyggelse)
- Lerbæk (bebyggelse, ejerlav)
- Mariendal (bebyggelse)
- Mariendals Mark (bebyggelse)
- Mosen (bebyggelse)
- Møjen (bebyggelse)
- Napstjært (bebyggelse, ejerlav)
- Napstjært Mose (areal)
- Nielstrup (bebyggelse)
- Nørrebroen (bebyggelse)
- Nørtved (bebyggelse)
- Rendborg (bebyggelse)
- Rimmen (bebyggelse)
- Rugholm (bebyggelse)
- Rugholm Å (vandareal)
- Råsig (bebyggelse)
- Skeltved (bebyggelse)
- Sortkær Hede (bebyggelse)
- Strandby (bebyggelse, ejerlav)
- Strandby Hede (bebyggelse)
- Strandby Klit (bebyggelse)
- Tolshave (bebyggelse, ejerlav)
- Tolshave Mose (areal)
- Vejen (bebyggelse)
- Vester Holmen (bebyggelse)
- Videslet (bebyggelse)
- Vindbæk (bebyggelse)
- Øster Holmen (bebyggelse)